# Tadeusz Roman (malarz)

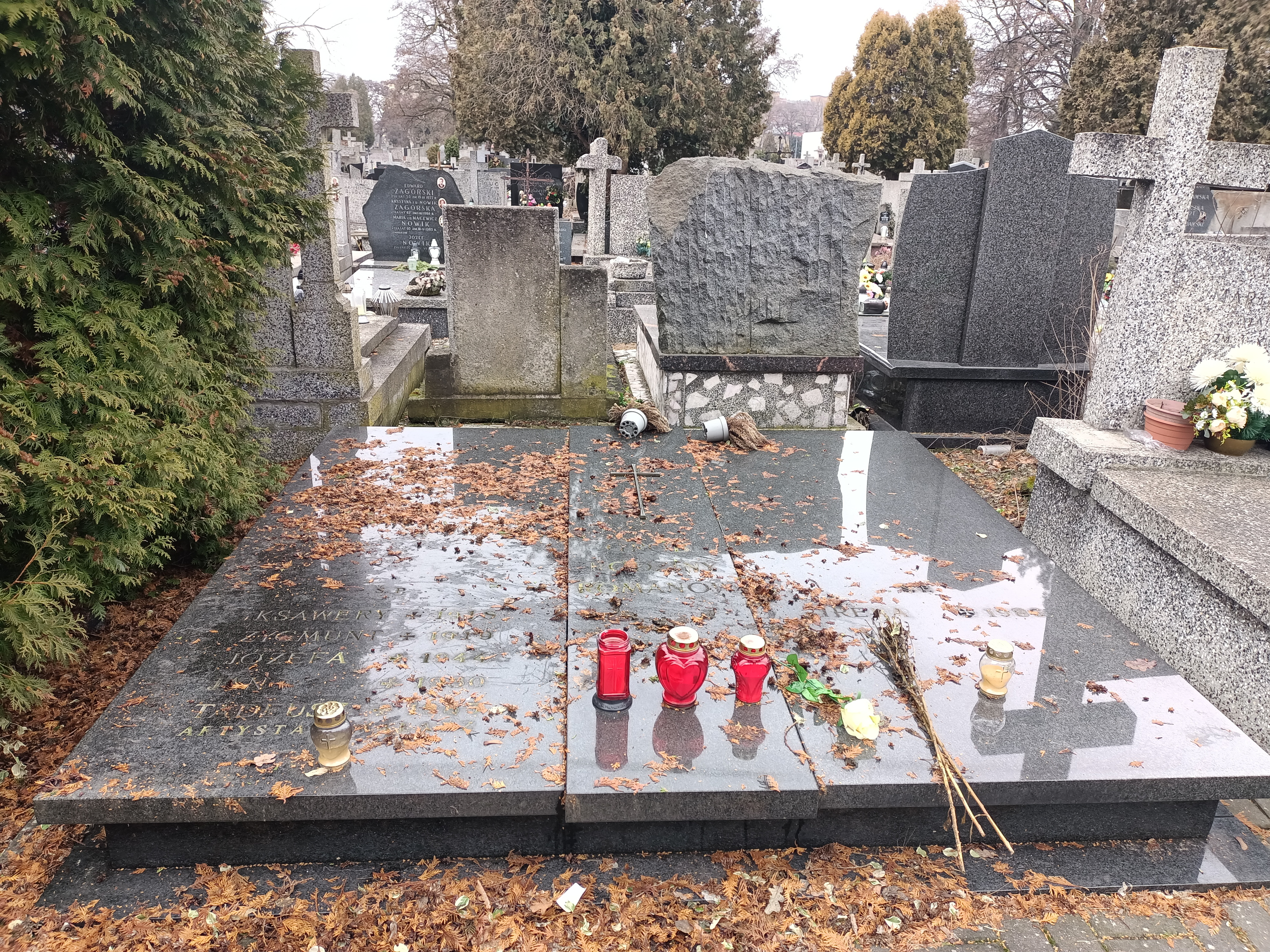
Nagrobek Tadeusza Romana na Cmentarzu Bródnowskim w Warszawie

Tadeusz Roman (ur. 1906 w Warszawie, zm. 21 stycznia 1983 w Łodzi) – polski malarz impresjonistyczny.

## Życiorys
Urodził się w 1906 w Warszawie, jako syn Ksawerego Romana i Józefy Barbary z domu Łapińskiej. Początkowo uczył się w Miejskiej Szkole Sztuk Zdobniczych w Warszawie, a następnie studiował Akademii Sztuk Pięknych w Warszawie (1932–1937), gdzie był uczniem Karola Tichego. Po II wojnie światowej zamieszkał w Łodzi oraz został członkiem ugrupowania artystycznego „Zachęta”. W latach 1950–1971 był kierownikiem Biura Wystaw Artystycznych w Łodzi oraz działaczem łódzkiego oddziału Związku Polskich Artystów Plastyków.
Uczestniczył Festiwalu Polskiego Malarstwa Współczesnego (1962, 1964, 1966) i Wystawie XV-lecia PRL w Muzeum Narodowym w Warszawie (1961), a także wystawiał indywidualnie w Łodzi (1963, 1966, 1968, 1981). Odbył liczne podróże do Grecji, Turcji, Jugosławii, Rumunii i na Węgry.
Został pochowany 24 stycznia 1983 na cmentarzu Bródnowskim w Warszawie (62E, 3, 18).

## Malarstwo
Malował głównie impresjonistyczne i postimpresjonistyczne pejzaże, zazwyczaj z architekturą i sztafażem. Zazwyczaj o jasnej kolorystyce. Przedstawiał na swoich obrazach duże grupy ludzi przebywające w parkach, nad jeziorem, czy na ul. Piotrkowskiej w Łodzi.